# Pyriglena leuconota
A Pyriglena leuconota a madarak osztályának verébalakúak (Passeriformes) rendjébe és a hangyászmadárfélék (Thamnophilidae) családjába tartozó faj.

## Rendszerezése
A fajt Johann Baptist von Spix német ornitológus írta le 1824-ben a Myothera nembe Myothera leuconota néven.

## Alfajai
- Pyriglena leuconota castanoptera Chubb, 1916
- Pyriglena leuconota hellmayri Stolzmann & Domaniewski, 1918
- Pyriglena leuconota interposita Pinto, 1947
- Pyriglena leuconota leuconota (Spix, 1824)
- Pyriglena leuconota marcapatensis Stolzmann & Domaniewski, 1918
- Pyriglena leuconota maura (Ménétriés, 1835)
- Pyriglena leuconota pacifica Chapman, 1923
- Pyriglena leuconota pernambucensis Zimmer, 1931
- Pyriglena leuconota picea Cabanis, 1847
- Pyriglena leuconota similis Zimmer, 1931[2]

## Előfordulása
Bolívia, Brazília, Ecuador, Kolumbia, Paraguay és Peru területén honos. Természetes élőhelyei a szubtrópusi vagy trópusi síkvidéki és hegyi esőerdők, lombhullató erdők. Állandó, nem vonuló faj.

## Megjelenése
Testhossza 16–18 centiméter, testtömege 26–36 gramm. Tollazata kékesfekete, hátán fehér folttal.

## Életmódja
Különböző rovarokkal, pókokkal, százlábúakkal és kisebb gyíkokkal táplálkozik.

## Természetvédelmi helyzete
Az elterjedési területe rendkívül nagy, egyedszáma pedig ismeretlen. A Természetvédelmi Világszövetség Vörös listáján nem fenyegetett fajként szerepel.

## További információ
- Képek az interneten a fajról
- Xeno-canto.org - a faj hangja és elterjedési területe